# 經濟物理學
經濟物理學（英語：Econophysics），或稱金融物理學（英語：Financial Physics），是一門經濟學和物理學的交叉學科，是將物理學的相關理論、方法、技術和模型，例如隨機過程、統計物理學、非線性動力學、流體力學、量子力學等，應用於經濟學，尤其是金融學領域。

## 相關學術期刊
- Econophysics （页面存档备份，存于）
- Econophysics and Financial Physics （页面存档备份，存于）